# Lodash
Lodash – biblioteka programistyczna napisana w języku JavaScript. Biblioteka powstała jako fork projektu underscore.js. Lodash, w odróżnieniu od podobnych bibliotek JavaScript, unika metod iteracyjnych, na rzecz uproszczonych pętli, co przekłada się na mocno odchudzony kod.